# Pearl Harbor
 For alternative betydninger, se Pearl Harbor (flertydig). (Se også artikler, som begynder med Pearl Harbor)
Pearl Harbor er en amerikansk flådebase i Stillehavet på øen Oahu, Hawaii.
Flådebasen var ramme om slaget om Pearl Harbor, der var Japans indledende angreb på USA under 2. verdenskrig. Flådebasen blev angrebet søndag, den 7. december 1941. Dette var casus belli til USA's indtræden i Anden verdenskrig. 